# Pilzkopfverriegelung

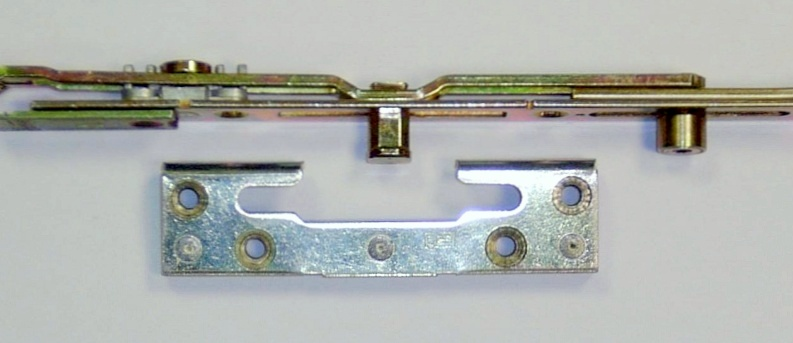
Pilzzapfen mit entsprechendem Schließteil, rechts Rundzapfen

Eine Pilzkopfverriegelung, auch Pilzkopfzapfenverriegelung oder Pilzzapfenverriegelung, ist ein einbruchshemmender Fensterbeschlag, der mit pilzkopfförmigen Zapfen bestückt ist und mit entsprechenden Schließteilen nach der Montage einen Aushebelschutz bietet. Der Aushebelschutz entsteht, wenn der Pilzzapfen am Fensterflügel sich in das auf der Rahmenseite angebrachte Schließteil einhakt.
Fensterbeschläge einfacher Bauart werden üblicherweise mit Rundköpfen, sogenannten Rollzapfen ausgestattet. Diese Beschläge haben jedoch nur eine geringe Einbruchshemmung.
Siehe auch: Einbruchschutz